# Петрушино (Ленинский район)
Петрушино — деревня в Ленинском городском округе Московской области России.

## Расположение
Деревня Петрушино находится у южной границы города Видное. Восточнее деревни проходит автодорога М4 «Дон». Менее чем в километре к югу от деревни расположена платформа Калинина Павелецкого направления МЖД.

## История
В XIX веке деревня Петрушина входила в состав Сухановской волости Подольского уезда. В 1899 году в деревне проживало 203 человека.
До 2006 года деревня входила в Горкинский сельский округ Ленинского района, а с 2006 до 2019 года в рамках организации местного самоуправления входила в городское поселение Горки Ленинские Ленинского муниципального района.
С 2019 года входит в Ленинский городской округ.

## Население
| 2002 | 2006 | 2010 |
| ---- | ---- | ---- |
| 62   | ↘58  | ↗165 |

Согласно Всероссийской переписи, в 2002 году в деревне проживало 62 человека (25 мужчин и 37 женщин). По данным на 2005 год в деревне проживало 58 человек.